# Frank Jelinski
Frank Jelinski (Bad Münder am Deister, 23 mei 1958) is een Duits voormalig autocoureur. In 1991 won hij de 24 uur van Daytona.

## Carrière
Jelinski begon zijn autosportcarrière in het karting in 1973. In 1978 stapte hij over naar het formuleracing en debuteerde hij in het Duitse Formule 3-kampioenschap. In 1979 kwam hij ook uit in de Europese Formule Super Vee, waarin hij vierde werd. In 1980 en 1981 werd hij voor Bertram Schäfer Racing kampioen in de Duitse Formule 3. Daarnaast werd hij in 1980 dertiende in het Europees Formule 3-kampioenschap. In 1982 stapte hij over naar de Formule 2 en eindigde als twaalfde in het klassement. In 1983 reed hij vier Formule 2-races en kwam hij ook uit in een aantal evenementen van het World Sportscar Championship (WSC), waaronder de 24 uur van Le Mans.
In 1984 reed Jelinski zes races in het WSC en debuteerde hij in de DTM. In 1986 behaalde hij voor het team Brun Motorsport zijn eerste overwinning in het WSC tijdens de 1000 km van Spa-Francorchamps. Dat jaar werd zijn team tevens kampioen in de klasse. In 1988 behaalde hij voor Blaupunkt Joest Racing zijn eerste podiumfinish tijdens de 24 uur van Le Mans met een derde plaats, die hij deelde met Stanley Dickens en John Winter. In 1989 won hij zijn tweede WSC-race op het Circuit de Dijon-Prenois.
Eind 1990 keerde Jelinski terug naar de DTM, waarin hij in 1991 voor het team Audi Zentrum Reutlingeneen volledig seizoen reed. Hij stond vier keer op het podium en werd tiende in de eindstand. Dat jaar behaalde hij internationaal gezien zijn grootste overwinning in de 24 uur van Daytona voor Joest Racing. Hij deelde deze zege met Winter, Hurley Haywood, Henri Pescarolo en Bob Wollek. Halverwege het DTM-seizoen 1992, waarin hij eenmaal op het podium was geëindigd, stopte hij als fulltime coureur. Tot 1995 bleef hij nog wel ieder jaar deelnemen aan de 24 uur van Le Mans, waarin hij in zijn laatste jaar samen met Enrico Bertaggia en Johnny Unser tweede werd in de LMGT2-klasse voor het team Callaway Sport Inc.